# Ashley Clinton
Ashley Clinton – wieś w Anglii, w hrabstwie Hampshire. Leży 41 km na południowy zachód od miasta Winchester i 136 km na południowy zachód od Londynu.